# Herbert Hausmaninger
Herbert Hausmaninger (* 21. April 1936 in Salzburg) ist ein österreichischer Jurist und Hochschullehrer.
Hausmaninger studierte Rechtswissenschaften in Graz (Promotion am 26. Mai 1959) und war ab 1960 wissenschaftlicher Mitarbeiter an der Universität Wien. 1964 habilitierte er sich im Fachbereich Römisches Recht, 1965 wurde er zum außerordentlichen Professor und 1968 zum Ordinarius ernannt. Seit 1971 liest Hausmaninger regelmäßig als Gastprofessor an der University of Virginia in Charlottesville. Gastprofessor war er auch an mehreren anderen amerikanischen Universitäten sowie in Moskau und Paris. Er ist zudem ausgebildeter Diplomdolmetscher für Russisch. Hausmaningers Arbeitsschwerpunkte sind römisches Privatrecht, internationale Rechtsvergleichung, aber auch sowjetisches (russisches) Recht.

## Preise und Auszeichnungen
- 1963: Kardinal-Innitzer-Preis
- 2013: Preis der Stadt Wien für Geisteswissenschaften

## Schriften (Auswahl)
- Die bona fides des Ersitzungsbesitzers im klassischen römischen Recht, Herold, Wien-München 1964 (Wiener rechtsgeschichtliche Arbeiten, Bd. 8)
- Casebook zum römischen Sachenrecht, Manz, Wien 1974 (12. Aufl. 2021 mit Richard Gamauf) (Manzsche Studienbücher) ISBN 3-214-04860-0
- Das Schadenersatzrecht der lex Aquilia, Manz, Wien 1976 (5. Aufl. 1996) (Manzsche Studienbücher) ISBN 3-214-04866-X
- Casebook zum römischen Vertragsrecht, Manz, Wien 1978 (8. Aufl. 2021 mit Richard Gamauf) (Manzsche Studienbücher) ISBN 3-214-04862-7
- mit Walter Selb: Römisches Privatrecht, Böhlau, Wien 1981 (9. Aufl. 2001) (Böhlau-Studien-Bücher) ISBN 3-205-07171-9